# Noham Kamara
Pour les articles homonymes, voir Kamara.
Noham Kamara, né le 22 janvier 2007 à Meaux (Seine-et-Marne), est un footballeur français qui évolue au poste de défenseur au Paris Saint-Germain.

## Biographie
Formé au CS Meaux, à l'US Torcy puis au Paris Saint Germain, Kamara signe le 24 mars 2025 un contrat de stagiaire avec le club de la capitale.
Il fait ses débuts en Ligue 1 le 3 mai 2025 face au RC Strasbourg en remplaçant Lucas Hernandez à la mi-temps (défaite 2-1). Il devient à cette occasion champion de France 2024-2025.

## Statistiques

### En club
| Saison                | Club                  | Championnat           | Championnat | Championnat | Championnat | Coupe(s) nationale(s) | Coupe(s) nationale(s) | Coupe(s) nationale(s) | Compétition(s) continentale(s) | Compétition(s) continentale(s) | Compétition(s) continentale(s) | Compétition(s) continentale(s) | Total | Total | Total |
| Saison                | Club                  | Division              | M.          | B.          | P.d.        | M.                    | B.                    | P.d.                  | Comp.                          | M.                             | B.                             | P.d.                           | M.    | B.    | P.d.  |
| 2024-2025             | Paris Saint-Germain   | Ligue 1               | 2           | 0           | 0           | 0                     | 0                     | 0                     | -                              | -                              | -                              | -                              | 2     | 0     | 0     |
| Total sur la carrière | Total sur la carrière | Total sur la carrière | 2           | 0           | 0           | 0                     | 0                     | 0                     | -                              | 0                              | 0                              | 0                              | 2     | 0     | 0     |

## Palmarès
| Paris Saint-Germain (2) |
| --- |
| - Supercoupe de l'UEFA (1) : - Vainqueur : 2025 - Championnat de France (1) - Champion : 2025. - Coupe du monde des clubs - Finaliste : 2025. |